# Фарьяб
Фарья́б (пушту ‎и дари فاریاب — Fāryāb) — провинция на северо-западе Афганистана у туркменской границы. Граничит на северо-востоке в провинцией Джаузджан, а на юго-западе — с Бадгис.

## География
Площадь провинции — 20 293 км².

## История
12 июля 1998 провинцию захватили талибы. В начале апреля 2004 контроль над провинцией установил генерал (в прошлом полевой командир) Дустум.

## Административное деление

Районы провинции Фарьяб (до 2005 года).

В состав провинции более 1000 деревень. Столица провинции Фарьяб — Маймана.
Провинция Фарьяб делится на 15 районов:
- Алмар;
- Андхой;
- Билчираг;
- Гормач;
- Гурсиван;
- Давлат Абад;
- Карамокол;
- Кайсар;
- Кваджа Сабз Пош;
- Кохистан;
- Хани-Чарбаг[англ.];
- Кургхан;
- Маймана;
- Паштун Кот;
- Ширин Тагаб.

## Население
Население составляет около 1 109 223 человек; это многоэтническое и в основном племенное общество.
В провинции проживают узбеки, туркмены и таджики.